# Голод в Поволжье (1921—1923)
Го́лод в Пово́лжье 1921—1923 годо́в — массовый голод во время Гражданской войны в России. Согласно данным официальной статистики, голод охватил 35 губерний, сильно пострадали Самарская, Саратовская губернии, южные регионы Украины, Крым, Башкирия, Казахстан, Татарстан, частично Приуралье и Западная Сибирь общим населением в 90 миллионов человек, из которых голодало не менее 40 миллионов (по официальным советским данным — 28 миллионов).
Регионы Южного Урала и Поволжья пострадали наиболее длительно и массово. Пик голода пришёлся на осень 1921 — весну 1922 года, хотя случаи массового голодания в отдельных регионах регистрировались с осени 1920 года до начала лета 1923 года.
Голод обернулся не менее чем шестью миллионами погибших, ростом заболеваемости во всех возрастных группах населения и сокращением продолжительности жизни. В ходе борьбы с голодом советское правительство приняло помощь от капиталистических стран. Для получения средств на борьбу с голодом большевики проводили изъятие церковных ценностей.

## Причины голода
Но крестьянин, который эксплуатирует благодаря тому, что имеет излишки хлеба, — наш противник. Обязанность удовлетворить основные нужды голодной страны есть государственная обязанность. Крестьяне далеко не все понимают, что свободная торговля хлебом есть государственное преступление. «Я хлеб произвел, это мой продукт, и я имею право им торговать» — так рассуждает крестьянин, по привычке, по старине. А мы говорим, что это государственное преступление. Свободная торговля хлебом означает обогащение благодаря этому хлебу…
— Ленин В. И. ПСС. — Т. 39. — С. 315.
Главные причины:
1. Деятельность продотрядов и продразвёрстки, направленная на изымание продовольствия у крестьян в пользу солдат и жителей крупных городов.
2. Засуха 1921 года — от засухи погибло около 22 % всех посевов; в некоторых районах урожай не превышал количество семян, затраченных на посевную; урожайность в 1921 году составила 43 % от уровня 1913 года; причём очень большие площади были засеяны осенью 1920 года под более плодовитые (чтобы побороть начинавшийся голод), но менее засухоустойчивые озимые культуры, от засухи погибшие[источник не указан 1662 дня].
3. Разрушительные последствия Гражданской войны;

Согласно выводам некоторых историков, среди причин голода были завышенные объёмы продразвёрсток 1919/1920 и 1920/1921 годов, в результате выполнения которых крестьяне лишились посевных семян и необходимых продуктов питания, что привело к дальнейшему сокращению посевных площадей и сборов зерна. Продразвёрстка и действовавшая с весны 1917 года хлебная монополия приводили к сокращению производства крестьянами продуктов только до уровня текущего собственного потребления. Отсутствие легального частного рынка хлеба и прочих продуктов при отсутствии каких-либо значимых запасов зерна у правительства и транспортный коллапс также послужили причиной голода. В отчётном докладе X съезду партии, Ленин признал, что действия руководителей страны и их ошибки лишь усилили голод вместе с топливным и экономическим кризисом. Он назвал неспособность правительства управлять ресурсами и продразвёрстку в губерниях с низким урожаем основными причинами продовольственного кризиса
Историк А. М. Кристкалн к главным причинам голода относит общую отсталость сельского хозяйства, последствия гражданской войны, интервенции и продразвёрстку; к второстепенным — засуху, исчезновение помещичьих и крупных крестьянских хозяйств.

## Помощь голодающим

### Действия советского правительства
Во время голода 1921—1922 годов люди ели домашних животных, эксгумировали падший скот, также голод привёл к массовым случаям людоедства и вызвал рост беспризорности. В меню голодавших входили мясные блюда (из кошек, собак, черепах, сусликов, крыс, грачей, лягушек, саранчи и падали, а также отварные шкуры, ремни и молотые кости) и вегетарианская стряпня (из травы, соломы, лебеды, листьев смородины и ежевики, желудей, муки из хрена, липовой коры, бересты, мха, мякины, опилок и мельничной пыли). Особое место занимали минеральные кушанья из торфа, ила и разнообразного мусора. В такой ситуации голодавшие порой воспринимали смерть как избавление от мучений.

Лучшим хлебом считался зелёный, целиком из лебеды; хуже — с примесью навоза, ещё хуже — навозный целиком. Ещё ели глину, и именно тогда было сделано великое открытие «питательной глины», серой и жирной, которая водилась только в счастливых местностях и была указана в пищу каким-то святым угодником. Эта глина насыщала ненадолго, но зато могла проходить через кишки, и так человек мог прожить целую неделю, лишь постепенно слабея. Обычная глина, даже если выбрать из неё камешки и песок, насыщала навсегда, от неё человек уже не освобождался и уносил её, вместе с горькой жалобой, на тот свет для предъявления великому Судие.

В Костромской, Пензенской, Самарской, Царицынской и ряде других губерний озимые выгорели от засухи; на кубанские посевы обрушилась саранча. В Приволжском военном округе население питалось травой и листьями с примесью муки, в Татарии — одной только травой. В Рязанской губернии прекратили снабжать провизией больницы и детские дома. По всему Поволжью, в Курской и Воронежской губерниях участились случаи голодной смерти, особенно среди детей.
Фактически дети — «будущее страны», «цветы жизни», «надежда государства», как называли их в Советской России, — оказались на грани полного вымирания. В частности, в Чувашской области с января по сентябрь 1921 года умерло 29526 детей в возрасте до 14 лет.
По данным заведующего Калмыцким областным отделом здравоохранения, к ноябрю 1922 года в Эркетеневском уезде из 1322 детей умерло 1090. Особенно высокой была смертность детей до 3 лет, в некоторых районах она достигала 90—95 %.

Смертность детского населения достигла ужасающих размеров. Достаточно сказать, что детское население до 3 лет почти всё вымерло, Можно без преувеличения сказать, что 30 % детского населения Поволжья и Крыма вычеркнуто голодом и эпидемиями из списков живых.

26 июня 1921 года газета «Правда» напечатала статью о голоде в Поволжье, указывая о том, что он даже сильнее, чем жестокий голод 1891 года.
О каннибализме в печати, в том числе в газете «Правда» рассказывалось с якобы неправдоподобными по мнению властей подробностями, и 27 января 1922 года нарком здравоохранения Н. Семашко обратился в Политбюро с предложением запретить печатным органам публиковать сенсационные статьи о случаях людоедства.
В конце апреля 1921 года Совет труда и обороны принял постановление «О борьбе с засухой». В мае — июне 1921 года Ленин распорядился о закупках продовольствия за рубежом, но его количества не хватало даже для питания рабочих, не говоря уже про крестьянство.
Для борьбы с голодом и спасения населения Советской России правительством были мобилизованы все учреждения, предприятия, кооперативные, профсоюзные, молодёжные организации, Красная армия. Декретом ВЦИК Советов от 18 июня 1921 года была образована Центральная комиссия помощи голодающим (ЦК Помгол) как организация с чрезвычайными полномочиями в области снабжения и распределения продовольствия. Возглавил её председатель ВЦИК М. И. Калинин. Комиссии помощи голодающим создавались и при Центральных исполнительных комитетах республик РСФСР, при губернских, уездных и волостных исполкомах, при профсоюзах и крупных предприятиях.
9 июля 1921 года Владимир Ленин писал:

Если район, охваченный неурожаем и голодный, обнимает территорию с 25 миллионами населения, то не следует ли рядом мер самых революционных взять с этого именно района молодёжь в армию в количестве около 500 тысяч штыков? (и даже может быть до 1 миллиона?)
Цель: помочь населению до известной степени, ибо прокормим часть голодных, и, может быть, посылками домой хлеба поможем до известной степени голодным. Это первое. А второе: поместить эти 1/2 миллиона на Украине, чтобы они помогли усилению продработы, будучи сугубо заинтересованы в ней, особенно ясно сознавая и чувствуя несправедливость обжорства богатых крестьян на Украине.
— Ленин В. И. Полное собрание сочинений. / 5-е изд. — В 55 т. — Т. 44. — М.: Изд-во политич. лит-ры, 1974. — С. 67.
2 августа 1921 года советское правительство обратилось к международному сообществу с дипломатической нотой, содержавшей просьбу о содействии в борьбе с голодом. «Российское правительство, — говорилось в ноте, — примет любую помощь, из каких бы источников она ни поступила, совершенно не связывая её с существующими политическими отношениями». В тот же день Ленин написал обращение к мировому пролетариату, а ещё ранее (13 июля) Максим Горький с ведома руководства страны призвал общественность Запада не допустить массовой гибели людей в России.
Советская власть была вынуждена обратиться за помощью к иностранным организациям. В 1921 году В. И. Ленин поручил Помголу обратиться за помощью к западным странам. После того, как эта цель была достигнута и со стороны западных стран помощь стали организовывать Ф. Нансен и Г. Гувер, 27 августа 1921 года весь состав неправительственного комитета был арестован НКВД по обвинению в контрреволюционной деятельности. Этот арест вызвал протест у Горького, который в тот момент находился за границей. По настоянию Гувера смертные приговоры арестованным были отменены, некоторым позволено было эмигрировать.
Несмотря на катастрофический голод в стране, правительство РСФСР оказывало финансовую поддержку Турции в размере пяти миллионов золотых рублей в рамках договора, заключённого в 1921 году.

#### Конфискация имущества из зданий религиозных организаций
Неоднократно зафиксированные нами акты поедания трупов являлись последней стадией длительно нарастающего и прогрессирующего чувства голода, каковое постепенно сламывало все препятствия, всякую борьбу с собой…
27 декабря 1921 года был издан декрет ВЦИК «О ценностях, находящихся в церквах и монастырях».
2 января 1922 года на заседании ВЦИК было принято постановление «О ликвидации церковного имущества» и декрет об изъятии музейного имущества.
23 февраля 1922 года ВЦИК издал декрет «О порядке изъятия церковных ценностей, находящихся в пользовании групп верующих». Декретом предписывалось местным органам Советской власти изъять из храмов все изделия из золота, серебра и драгоценных камней и передать их в Центральный фонд помощи голодающим.
Незамедлительно после издания декрета Патриарх Тихон обратился к верующим с Воззванием от 28 февраля 1922 года:

<…> Мы нашли возможным разрешить церковно-приходским советам и общинам жертвовать на нужды голодающих драгоценные церковные украшения и предметы, не имеющие богослужебного употребления, о чём и оповестили Православное население 6(19) февраля с. г. особым воззванием, которое было разрешено Правительством к напечатанию и распространению среди населения.
Но вслед за этим, после резких выпадов в правительственных газетах в сторону духовных руководителей Церкви, 10 (23) февраля ВЦИК, для оказания помощи голодающим, постановил изъять из храмов все драгоценные церковные вещи, в том числе и священные сосуды и прочие богослужебные церковные предметы. С точки зрения Церкви подобный акт является актом святотатства… Мы не можем одобрить изъятия из храмов, хотя бы и через добровольное пожертвование, священных предметов, употребление коих не для богослужебных целей воспрещается канонами Вселенской Церкви и карается Ею как святотатство — миряне отлучением от Неё, священнослужители — извержением из сана (Апостольское правило 73, Двукратн. Вселенск. Собор. Правило 10).

Отобранные у церкви ценности отправлялись в Гохран.
Согласно сводной ведомости ЦК Последгол о количестве изъятых церковных ценностей на 1 ноября 1922 года было изъято:
- золота 33 пуда, 32 фунта,
- серебра 24 пуда, 23 фунта и 3 лота,
- бриллиантов 35 670 штук,
- прочих драгоценных камней 71 762 штук,
- жемчуга 14 пуда, 32 фунта,
- золотой монеты 3115 рублей,
- серебряной монеты 19 155 рублей,
- различных драгоценных вещей 52 пуда, 30 фунта.

Всего было изъято церковных ценностей на 4 650 810 золотых рублей (без 964 предметов, признанных антикварными). Из этих средств только примерно один миллион рублей был потрачен на закупку продовольствия для голодающих. Основная часть собранных средств пошла на проведение изъятия и на антицерковную кампанию. Настоящей целью изъятия было не спасение от смерти голодающих, а разгром церкви как политического конкурента.
Кампания по изъятию ценностей затронула все религиозные организации, хотя большая часть ценностей была конфискована именно у православных.

### Действия русских общественных организаций

#### Русская Православная Церковь
Первые известия об обрушившемся на страну бедствии вызвали широкое движение помощи голодающим со стороны Русской православной церкви. В августе 1921 года Патриарх Тихон обратился к российской пастве, к восточным Патриархам, к Папе Римскому и архиепископу Кентерберийскому с посланиями, в которых призвал провести сбор необходимого продовольствия и денежных средств:

Помогите стране, помогавшей всегда другим! Помогите стране, кормившей многих и ныне умирающей от голода. Не до слуха вашего только, но до глубины сердца вашего пусть донесёт голос Мой стон обречённых на голодную смерть миллионов людей и возложит его и на вашу совесть, на совесть всего человечества».

Поддержала инициативы Патриарха Тихона по сбору добровольных пожертвований в пользу голодающих и многочисленная русская эмиграция. При этом речь шла не столько о сборе средств, сколько о распределении, поскольку в эмиграции сложилось устойчивое мнение, что большевики собранные средства используют не для спасения голодающих, а для своих агитационно-пропагандистских целей, для разжигания мировой революции. Сбор денег в помощь голодающим в храмах и среди отдельных групп верующих начался и по всей России. Под эгидой Церкви на местах создавались уполномоченные общественные органы. Осуществлялась вся эта деятельность на тонкой грани дозволенного, под постоянной угрозой неминуемых репрессий.
Лишь 8 декабря 1921 года ВЦИК официально разрешил религиозным организациям собирать средства в помощь голодающим, но для этого необходимо было появление специальных регламентирующих инструкций и положений. Последовала очередная продолжительная задержка по времени. Соответствующий документ был утверждён только 1 февраля 1922 года. В начале февраля была утверждена и «Инструкция, устанавливающая порядок сбора пожертвований, их направления и форм отчетности». Разрешив Церкви сбор пожертвований, власть поставила этот процесс под жёсткий контроль со стороны ЦК Помгола и органов Рабоче-крестьянской инспекции в центре и губернских комиссий на местах.
Причинами столь длительной волокиты, по мнению Н. Н. Покровского, была боязнь дать хоть какое-то легальное поле действия небольшевистским общественным силам, а также продолжавшиеся споры вождей о наилучших методах искоренения религиозности и церковности в преимущественно крестьянской стране. Речь шла о выборе между однопланово-репрессивным подавлением чекистско-военными методами и допущением определённых компромиссов с лояльными советской власти церковными иерархами.
Внутри партийного руководства страны не затихала борьба мнений о допустимости использования в складывающихся экстремальных условиях помощи религиозных организаций. Видные партийные деятели А. И. Рыков, Л. Б. Каменев и М. И. Калинин выступали против принятия «решительных» мер в отношении духовенства, на чем настаивали Ленин, Л. Д. Троцкий, Г. Е. Зиновьев, Н. И. Бухарин и другие. В итоге возобладала позиция Троцкого и его сторонников на использование бедствия как очередного акта наступления на Церковь. Несмотря на весь трагизм ситуации, борьба с голодом партийными лидерами была разыграна как карта для укрепления дисциплины в собственных рядах, усиления влияния партии на местах и активизации антирелигиозной кампании.

#### Светские общественные организации
Общественные деятели, не входящие в партию большевиков, создали негосударственный «Всероссийский общественный комитет помощи голодающим», официальный статус которого был закреплён положением ВЦИК от 21 июля 1921 года. Непосредственной его организацией по просьбе Ленина занимался М. Горький, которого в США воспринимали как человека с левыми политическими взглядами, но не как большевика.

### Помощь иностранных организаций
Советская власть вынуждено допустила участие иностранных организаций в борьбу с голодом 1921—1922 годов. Несмотря на то, что усилия международных организаций спасли от смерти миллионы человек, «благодарностью» за оказанную помощь стала оценка деятельности АРА, МФТЮ и других организаций не иначе как вражеской, контрреволюционной, основанной на вмешательстве во внутренние дела советского государства. Характерным явлением было обвинение сотрудников международных организаций в шпионаже, спекуляции, попытках, используя голод, по дешёвке закупать в России предметы антиквариата, произведения искусства, драгоценности и т. п. Это клише прочно закрепилось в трудах советских и ряда современных историков.
Основной поток помощи пошёл после активной общественной кампании, организованной лично Фритьофом Нансеном и рядом негосударственных организаций Европы и Америки в конце 1921 — начале 1922 года. Благодаря значительно лучшему урожаю 1922 года массовый голод прекратился, хотя в наиболее пострадавших ранее регионах помощь голодающим оказывалась до середины 1923 года.
Продовольственную, материальную и медицинскую поддержку пострадавшим оказывали: Международный комитет рабочей помощи (Межрабпом) (создан по инициативе Исполкома Коминтерна 13 августа 1921 года), Организация общеевропейской помощи голодающим России (возглавляемая Ф. Нансеном — она объединила под эгидой Международного Красного Креста 15 религиозно-благотворительных обществ и комитетов) и ряд других религиозно-благотворительных обществ и комитетов (Миссия Ватикана, «Джойнт» и др).
Основной объём помощи предоставлялся Американской администрацией помощи под руководством будущего президента США Герберта Гувера.
На 9 февраля 1922 года вклад АРА (англ. American Relief Administration, ARA) и американских организаций и частных лиц под её контролем составил 42 млн долларов, Советской России — около 12 млн 200 тыс. долларов, организации Ф. Нансена вместе с другими, кто находился под её «крылом», — около 4 млн долларов. В мае 1922 года АРА кормила 6 млн 99 тыс. 574 человек, американское общество квакеров — 265 тыс., Международный Альянс «Спасем Детей» (Save the Children Alliance) — 259 тыс. 751 чел., Нансеновский комитет — 138 тыс., шведский Красный крест — 87 тыс., германский Красный крест — 7 тыс., английские профсоюзы — 92 тыс., Международная рабочая помощь — 78 тыс. 11 чел.

#### Американская администрация помощи
Неправительственная организация АРА, созданная и возглавленная в 1918 году Гербертом Гувером, являвшимся главой продовольственного управления правительства США, уже имела опыт помощи населению европейских стран в ситуации массового голода. Гувер, будучи членом американского правительства, имел возможности для быстрого принятия политических решений путём прямого выхода на Президента США В. Вильсона, тем самым Американская администрация помощи не зависела от бюрократии. Гувер не только мог быстро воспроизвести организацию опыта помощи европейским детям для продовольственной помощи населению Советской России, у него были собственные финансовые ресурсы, личные связи с Рокфеллером и другими меценатами, а также возможность привлечь массовые гражданские пожертвования.
Прочитав открытое письмо Горького, Гувер сразу принял решение организовать помощь населению России, при этом он продекларировал, что его организация будет помогать голодающим людям, но не правительству большевиков, которое ни он лично, будучи квакером и антикоммунистом, ни американское правительство в целом, не признавали.
Гувер ставил как гуманитарные, так и политические цели, а также личные. Гуманитарной целью было спасти от голодной смерти десятки миллионов людей, пусть даже ценой укрепления власти большевиков. Политических целей было несколько, среди них повышение международного престижа США, продемонстрировать населению России, что американская система организации общества — одна из самых эффективных в мире. Личной целью Гувера была попытка договориться о концессиях с Советским правительством.
От организации Гувера (АРА) в России работали максимум 200 человек, при этом они смогли накормить более 10 миллионов голодающих.
В июле 1922 года пищу в столовых АРА и паёк кукурузы получали 8,8 млн чел., а в августе — 10,3 млн. В пик активности на АРА работало 300 американских граждан и более 120 тысяч человек, нанятых в советских республиках.
Всего за два года АРА было израсходовано около 78 млн долларов, из которых 28 миллионов — деньги правительства США, 13 млн — советского правительства, остальные — благотворительность, частные пожертвования, средства других частных организаций. С начала осени 1922 года началось сокращение помощи. К октябрю 1922 года продовольственная помощь американцев в России была сведена до минимума.
Международный комитет помощи России под руководством Нансена с сентября 1921 по сентябрь 1922 года доставил в Россию 90,7 тыс. тонн продовольствия.

#### Лига Наций и призывы Ф. Нансена оказать помощь голодающей Советской России
30 сентября 1921 года на заседании Лиги Наций в Женеве выступил Фритьоф Нансен. В нём он обвинил правительства стран-членов Лиги в желании решить проблему большевизма в России посредством голода и гибели 20 миллионов человек. Он отметил, что множественные и неоднократные просьбы о предоставлении 5 миллионов фунтов стерлингов (половина стоимости линкора) к правительствам Европейских государств остались без ответа. И теперь, когда Лига Наций приняла резолюцию — эта резолюция говорит только о том, что нужно что-то сделать для России, но отказывает в этом. Более того, представителем Королевства Югославия М. Спалайковичем была предложена резолюция, возлагающая всю ответственность за голод на Советское правительство. Комментируя это, он отметил: «Мы не дадим ни пенни парням из Москвы… из двух зол — голода и большевизма я считаю последний худшим». По информации корреспондента, аналогичного мнения были и другие делегации, но они это выразили в более обтекаемой форме.

#### Помощь Чехословацкой республики
Первым европейским государством, оказавшим всестороннюю помощь голодающим через Чехословацкий красный крест, была Чехословацкая республика. Было отправлено восемь эшелонов с продовольствием, одеждой, лекарствами, сельскохозяйственной техникой. Помощь поступала в основном через Чехословацкий крест. Чехословакия была единственным государством, принявшим детей (439 человек) из голодающих областей РСФСР. Из этих детей на январь 1924 года было возвращено в СССР 185 детей. 20 августа 1929 года из Чехословакии в СССР отправили ещё 46 детей.

## Масштаб и последствия голода
Исследователь голода В. А. Поляков пришёл к выводу, что мероприятия советской власти по ликвидации голода и его последствий были малоэффективными. Смертность возросла в 3—5 раз (в Самарской губернии, Башкирии и Татарской Советской республике смертность возросла с 2,4—2,8 до 12,3—13,9 человек на 100 душ населения в год). Умирали преимущественно беспосевные (23,3) и в меньшей степени малопосевные (11,0), средне- (7,7) и крупно-посевные (2,2) (смертность на 100 человек) крестьяне.
Кроме того, голод в той или иной степени охватил практически все регионы и города Европейской части Советских Республик.

Милиция вступила вновь… в полосу голода… появились случаи смерти милиционеров от голода и изнурения… состояние милиции в продовольственном отношении было крайне близким к катастрофичному/
— Из доклада наркома внутренних дел Украины Н. Скрипника 3 августа 1921 года
В КазАССР в ноябре 1921 года число голодающих составляло 1 млн 300 тыс. человек, а в марте 1922 года — 1 млн 500 тыс. человек.
Потери в период голода трудно определить, поскольку никто не занимался подсчётом жертв. Самые большие потери наблюдались в Самарской и Челябинской губерниях, в автономной области немцев Поволжья и Башкирской автономной республике, общее число населения которых сократилось на 20,6 %. В социальном плане больше всех страдала деревенская беднота, особенно те, у кого не было молочного скота, спасшего от смерти многие семьи. В возрастном плане больнее всего голод ударил по детям, лишив значительную часть тех, кому удалось уцелеть, родителей и крова. В 1922 году более полутора миллионов крестьянских детей, предоставленных самим себе, бродяжничали, прося подаяние и воруя; смертность в приютах для беспризорных достигала 50 %. 
- Советское центральное статистическое управление определило дефицит населения за период с 1920 по 1922 год равным 5 млн человек[39].
- БСЭ издания 1930 года, том 17, в статье "Голод" говорит о 5 миллионов погибших от голода и его последствий.
- Упомянутый выше В. А. Поляков в своей монографии и диссертации указывает на потери в 6 миллионов населения.

Голод в России 1921 года, если не считать военных потерь, был крупнейшей для того времени катастрофой в европейской истории после голодных катастроф Средневековья и Нового времени.

## Отражение в искусстве
- «Помоги» (плакат 1921 года)
- «Перевал» (роман Н. Степного, 1922)
- «Ташкент — город хлебный» (повесть 1923 года и её экранизация 1968 года)
- «Эшелон на Самарканд» (роман, 2021)
- «Голод» (док. фильм, 2022)